# Набатејско царство
Набатејско царство, познато такође и као Набатеја, била је арапска држава Набатејаца која је постојала у антици и коју је анектирало Римско царство 106. п. н. е.

## Географија
Налазило се између Синајског и Арапског полуострва, на сјеверу се граничила са Јудејом, а на југозападу Птолемејско краљевство. Престолница је био град Петра, познат по импресивним каменим грађевинама уклесаним у стене. Гледајући данашње границе заузимало је простор данашње Саудијске Арабије, Јордана, јужни део Сирије, јужни део Израела и делове Египта.
Петра је био богат трговачки град, налази се на месту спајања неколико трговачких путева. Набатејци су постали познати трговци и контролисали су кључне трговинске руте које су пролазиле кроз њихову територију. Један од њих је Пут тамјана који се заснивао производњи смирне и тамјана у југу Арабије. Одатле су ароматици кретали на пут ка Средоземљу. Контролисали су караванске путеве који су повезивали Индију, Египат и Арабију.

## Историја
Набатејци су били семитско племе и воде порекло од номада из Негева и Синајског полуострва из времена Ахеменидског царства, око 4. века п. н. е.

### Набатејци и Хасмонејци
Набатејци су били први савезници Хасмонејаца у борби против Селеукиских владара. Они су постали противници Јудејске династије и главни реметилачки фактор у Помпејовој интервенцији у Јудеји. Многи Набатејци су присилно конвертовани у јудаизам за вријеме хасмонејског краља Александра Јанеја. Био је то краљ, који је након гушења побуне, освојио и окупирао набатејске градове Моав и Галад и наметнуо им данак неодређеног износа. Одаба I је знао да ће Александар напасти, па је засјео Александрове снаге код Голана уништивши јудејску армију 90. п. н. е. За вријеме владавине Арета III царство је достигло територијлни врхунац, али поражено од стране римске војске којом је командовао Марко Емилије Скавр. Маркова војска је опсједала Петру, али је сукоб ријешен преговорима. Арета III приставши да плаћа данак, је формално признао римску власт.
Набатејско царство је увидјело да се постепоно налазило окружено римском територијом која се ширила, поразивши Египат и анектирајући Хасмонејску Јудеју. Док је Набатеја успјевала да сачува формалну незавиност, постала је клијентска држава под утицајем Рима.

### Римска анексија
За вријеме владавине римског цара Трајана, 106. године, умро је посљедњи набатејски владар Рабел II Сотер. Овај догађај је могао значити званичну анексију Набатеје од стране Римског царста, иако формални разлози и тачан начин анексије није познат.
Неки епиграфски докази говоре о војној кампањи коју је споровео Корнелије Палма гувернер Сирије. Римске снаге су могле доћи из Сирије и такође из Египта. Јасно је да су римске легије биле смјештене у околини Петре и Босра, 107. године, што доказују папируси пронађени у Египту. Набатеја коју је анектирало Римско царство, постала је провинција Арабија. Трговина је изгледа наставила расти захваљујући неумањеном набатејском таленту за трговину.
За вријеме владавине цара Хадријана, лимес Арабикус је занемаривао већину територије Набатеје и ишао је ка сјеверисточно од Аиле (савремена Акаба). Вијек касније, за вријеме владавине Александра Севера, месном новцу дошао је крај. Више није било раскошних гробица, због очигледне политичке промјене, као што је инвазија неоперсијских снага под Сасанидским царством.
Град Палмира, једно вријеме пријестоница Палмирског царства, порасла је у важна и привукла је арапске трговце из Петре.